# Alfonso Corona del Rosal, Chicomuselo
Alfonso Corona del Rosal är en ort i Mexiko.   Den ligger i kommunen Chicomuselo och delstaten Chiapas, i den sydöstra delen av landet, 800 km sydost om huvudstaden Mexico City. Alfonso Corona del Rosal ligger 590 meter över havet och antalet invånare är 244.
Terrängen runt Alfonso Corona del Rosal är lite kuperad. Runt Alfonso Corona del Rosal är det ganska glesbefolkat, med 27 invånare per kvadratkilometer. Närmaste större samhälle är Nuevo Resplandor, 3,7 km norr om Alfonso Corona del Rosal. I omgivningarna runt Alfonso Corona del Rosal växer huvudsakligen savannskog.